# فردریک ویشو
فردریک ویشو (فرانسوی: Frédéric Vichot‎؛ زادهٔ ۱ مهٔ ۱۹۵۹) دوچرخه‌سوار اهل فرانسه است.